# آرتسیز
شهر آرتسیز (به روسی: Арциз) در استان اودسا در کشور اوکراین واقع شده‌است. جمعیت این شهر ۱۶٬۳۷۰ نفر  است.